# Вольноандреевка
Вольноандреевка (укр. Вільноандріївка) — село,
Михайловский сельский совет,
Вольнянский район,
Запорожская область,
Украина.
Код КОАТУУ — 2321584004. Население по переписи 2001 года составляло 839 человек.

## Географическое положение
Село Вольноандреевка находится на левом берегу реки Днепр в месте впадения в неё реки Вольнянка,
выше по течению на расстоянии в 4 км расположено село Андреевка,
выше по течению реки Вольнянка на расстоянии в 1,5 км расположено село Вольнокурьяновское.

## История
- Село Вольноандреевка основано в 1920-х—1930-х годах.

## Экономика
- Детский оздоровительный лагерь «Маяк» (ОАО Мотор Сич).
- Санаторий-профилакторий ОАО Мотор-Сич.

## Объекты социальной сферы
- Школа I—II ст.

## Достопримечательности
- Братская могила советских воинов.